# Sebastián Marroquín
Sebastián Marroquín, nato Juan Pablo Escobar Henao (Medellín, 24 febbraio 1977), è uno scrittore e architetto colombiano, figlio del narcotrafficante Pablo Escobar.

## Biografia
Nasce a Medellín il 24 febbraio 1977, primogenito di Pablo Emilio Escobar e Victoria Eugenia Henao. Vive i primi anni di vita tra gli agi e il lusso prodotti dalla ricchezza generata dal traffico di droga di suo padre. Il 13 gennaio 1988, un'autobomba esplose davanti all'edificio Monaco, una delle abitazioni di Escobar, uccidendo due persone; l'ordigno era stato piazzato da uomini del cartello di Cali. Il padre non si trovava in casa, ma rimase coinvolto nell'esplosione insieme a sua madre e a sua sorella.
Dopo la morte del padre il 2 dicembre 1993 è obbligato insieme alla sua famiglia materna a consegnare tutti i suoi beni e ad abbandonare la Colombia per evitare ritorsioni. Si reca dapprima in Mozambico e in seguito in Argentina, dove si stabilirà. Conseguirà in seguito la laurea in architettura.
Dopo un decennio di silenzio, Marroquín e sua madre decidono di parlare per la prima volta della vita dei loro familiari nel documentario "I peccati di mio padre". Nel tentativo di porre fine al ciclo della violenza e chiedere perdono, Marroquín si reca in Colombia per incontrare i figli di due delle più importanti vittime di omicidio di suo padre: il candidato alla presidenza Luis Carlos Galán e il ministro della giustizia Rodrigo Lara Bonilla, nonché il figlio dell'ex presidente colombiano César Gaviria.
Usando il suo nome di nascita, Juan Pablo Escobar, Marroquin ha scritto il libro Pablo Escobar: il padrone del male (2014) e Pablo Escobar: gli ultimi segreti dei Narcos raccontati da suo figlio (2016),
Nel 2017 presenta al Festival di Cannes il documentario "Escobar Uncovered"

## Opere
- Pablo Escobar: il padrone del male (2014)[3]
- Pablo Escobar: gli ultimi segreti dei Narcos raccontati da suo figlio (2016)[4]